# Колоденський заказник
Колоде́нський зака́зник — ентомологічний заказник місцевого значення в Україні. Об'єкт природно-заповідного фонду Рівненської області. 
Розташований у межах Рівненського району Рівненської області, на південний схід від села Колоденка. 
Площа 12 га. Статус надано згідно з рішенням облвиконкому від 22.11.1983 року № 343 (зміни згідно з рішенням облвиконкому від 18.06.1991 року № 98). Перебуває у віданні Корнинської сільської ради. 
Статус надано для збереження природного комплексу на пагорбах центральної частини Рівненського плато. Територія заказника складається з двох ділянок: 3 і 9 га, та охоплює частини лісового масиву з насадженнями граба і клена. У підліску — ліщина звичайна, бузина чорна, бруслина бородавчаста. Місце гніздування соловейка східного, вівчарика весняного, сороки, синиці великої. 
Багата ентомофауна. Тут водяться: коник зелений, олійниця синя, кузька металічна. Трапляється турун фіолетовий, красоцвіт зоряний, махаон (занесені до Червогої книги України).